# Ranunculus polyphyllus
Ranunculus polyphyllus är en ranunkelväxtart som beskrevs av W., Amp; K. och Carl Ludwig von Willdenow. Ranunculus polyphyllus ingår i släktet ranunkler, och familjen ranunkelväxter. Inga underarter finns listade i Catalogue of Life.